# کاسانو مانیاگو
کاسانو مانیاگو (به ایتالیایی: Cassano Magnago) یک کومونه در ایتالیا است که در استان وارزه واقع شده‌است.

## خصوصیات
کاسانو مانیاگو ۱۲ کیلومترمربع مساحت و ۲۰٬۷۵۴ نفر جمعیت دارد و ۲۶۱ متر بالاتر از سطح دریا واقع شده‌است.